# Стара синагога (Львів)
Стара синагога у Львові — неіснуюча синагога, розташована у Львові на колишній вулиці Боїмів, 54 (нині - вулиця Староєврейська).
Синагога була побудована в 1555 році. Відомі зовнішні розміри храму в 1767 році - 36,5 на 68,25 ліктів, а молитовна кімната площею 500 квадратних ліктів вміщала під час служби 200 осіб. У 1798 році синагогу зруйнували, а на її місці у 1799–1800 роках збудували Велику міську синагогу .

## Зовнішні посилання
- Józef Helston - Synagogi Lwowa